# Chico Buarque de Hollanda - Volume 3
Chico Buarque de Hollanda - Volume 3 è il terzo album del musicista brasiliano Chico Buarque ed è stato inciso nel 1967.

## Tracce
Testi e musica di Chico Buarque eccetto dove diversamente indicato.

### Lato A
1. Ela desatinou
2. Retrato em branco e preto (Chico Buarque, Tom Jobim)
3. Januária
4. Desencontro
5. Carolina
6. Roda viva (Chico Buarque, Toquinho)

### Lato B
1. O Velho
2. Até pensei
3. Sem fantasia
4. Até segunda-feira
5. Funeral de um lavrador (Chico Buarque, João Cabral de Melo Neto)
6. Tema para <<Morte e vida severina>>

- Arrangiamenti: Lindolfo Gaya
- Ospiti:
  - Toquinho - voce in Desencontro
  - MPB-4 - voci in  Roda viva
  - Cristina Buarque - voce in Sem fantasia
  - Orquestra RGE - orquestra e coro in Tema para <<Morte e vida severina>>